# Наукова бібліотека імені Михайла Максимовича
Наукова бібліотека імені М. Максимовича — головна наукова бібліотека Київського національного університету імені Тараса Шевченка. Розміщена в Києві на вулиці Володимирській, 58, поряд з Червоним корпусом Київського університету. Бібліотека заснована разом з університетом у 1834 році.

## Історія
Бібліотека була організована разом з університетом у 1834 році. Основою бібліотеки стала так звана «Кременецька колекція», що складала зібрання книжок з 34 378 томів.
Будинок Бібліотеки університету збудований у 1939—1940 роках у стилі неокласицизму за проєктом архітекторів Василя Осьмака та Павла Альошина як гуманітарний корпус університету.
У 1940 році університетська бібліотека набула статусу наукової. Тоді її фонди становили понад 1 млн томів.
Під час Другої світової війни бібліотека певний час продовжувала роботу. Частина книжок була конфіскована окупаційною владою і вивезена до Німеччини, частина фонду загинула від пожежі в 1943 році.
Бібліотека відновила роботу в січні 1944 року.
1983 року була створена кімната рідкісної книги.
1994 року Науковій бібліотеці було присвоєно ім'я Михайла Максимовича, першого ректора Київського університету.

## Фонди
Книжкові фонди налічують 3,5 млн примірників. Бібліотека укомплектована науковою, навчальною, довідковою, методичною, періодичною та іншою літературою більше ніж 30 мовами світу. Щороку фонди бібліотеки поповнюються на 35000 — 40000 томів. У кімнаті рідкісної книги зібрано більше ніж 7 тисяч унікальних видань.
«Колекція наукових праць» налічує близько 8 тисяч назв монографій, підручників, навчальних посібників університетських авторів з дня заснування університету Святого Володимира.

### Фонд рідкісної книги
Фонд стародруків, рідкісних і цінних книг є одним з найцінніших надбань бібліотеки. Зібрання стародруків нараховує більше, ніж 7 тисяч найменувань, основу яких становлять видання з філософії, релігії, історії. Близько 80 % стародруків видані іноземними мовами. Здебільшого, надруковані вони давніми європейськими мовами, латиною, давньоєврейською, давньогрецькою, давньоболгарською.
Основою фонду стародруків є видані в Європі книги XVI—XVII сторіч. Найширше представлені видання таких країн як: Австрія, Велика Британія, Бельгія, Італія, Португалія, Франція. Серед них видання широко відомих у середньовічній Європі друкарських династій Альдів, Етьєнів, Ельзевірів, Плантенів. Перлиною фонду стародруків є інкунабула, надрукована у Венеції 1497 року (за колофоном). Книга надрукована латиною і є виданням «Життєписів дванадцяти цезарів» Светонія з коментарями Марка Антоніо Сабелліка та Філіпо Бероальдо.
Окрасою фонду бібліотеки є рідкісні стародруки першої половини XVI сторіччя — палеотипи. Найстаріший з них датовано 1519 роком. Це рідкісна пам'ятка стародруку та давньоболгарської мови, «Служебник», надрукований Ієромонахом Пахомієм, виданий у Венеції в типографії Божидара Вуковича в 1519 році. Іншим цікавим експонатом є перше видання «Історії сицилійських тиранів» Гуго Фальканда, що було надруковане 1550 року в Парижі в типографії Матуріна Дюп'юї.
Серед колекції стародруків, виданих у другій половині XVI—XVII сторіч, вирізняються такі видання: «Напрестольное Евангелие», надруковане Московським друкарем Петром Тимофійовичем Мстиславцем, — видане у Вільно, в 1575 році. Великою цінністю є книга Памво Беринди «Лексіконъ славенорωсскїй», яка видана в 1653 році в друкарні монастиря Кутеїнського (село Кутеїни в Білорусі). Словник Памви Беринди є одним з перших словників народної мови на теренах України. В бібліотеці є також одне з рідксних видань давньоукраїнською мовою: книга Транквіліона Кирила «Перло многоценное», видана в Могилеві в 1699 році в типографії Максима Вошанки.
Повнотекстові версії книжкових пам'яток представлені в БД «Old Printed Books» 

## Структура
Бібліотека має 13 відділів, 17 секторів, 19 абонементів, 23 читальні зали.
Основні відділи та сектори бібліотеки:
- Адміністративно-управлінський персонал
- Науково-методичний відділ
- Відділ комплектування документів
- Відділ наукової обробки документів і організації каталогів
- Інформаційно-бібліографічний відділ
- Відділ культурно-просвітницької роботи
- Відділ зберігання фондів
- Відділ рідкісних книг та рукописів
- Відділ обслуговування навчальною літературою
- Відділ обслуговування науковою літературою
- Галузевий відділ обслуговування природничих, економічного, підготовчого факультетів, факультетів соціології та психології, Інституту післядипломної освіти і Навчально-наукового центру «Інститут біології» та бібліотек гуртожитків
- Відділ інформаційних технологій та комп'ютерного забезпечення
- Галузевий відділ обслуговування Інституту міжнародних відносин та Інституту журналістики